# Smith County, Tennessee
Smith County är ett administrativt område i delstaten Tennessee, USA, med 19 166 invånare. Den administrativa huvudorten (county seat) är Carthage.

## Geografi
Enligt United States Census Bureau har countyt en total area på 842 km². 814 km² av den arean är land och 28 km² är vatten.

### Angränsande countyn
- Macon County - norr
- Jackson County - nordost
- Putnam County - öst
- DeKalb County - sydost
- Wilson County - väst
- Trousdale County - nordväst